# Callopistria tessmanni
Callopistria tessmanni là một loài bướm đêm trong họ Noctuidae.